# Камінь-Каширська міська територіальна громада
Камінь-Каширська міська  громада — міська громада в Україні, в Камінь-Каширському районі Волинської області. Адміністративний центр — місто Камінь-Каширський.
Площа громади — 1425,3 км² , населення — 55 898 чоловік .

## Склад територіальної громади
Громада складається з 16 старостинських округів.
- Боровненський старостинський округ: З центром в селі Боровне, що складається із сіл Боровне, Житнівка, Надрічне та Оленине.
- Броницький старостинський округ: з центром в селі Брониця, що складається із сіл Брониця та Кримне.
- Бузаківський старостинський округ: З центром в селі Бузаки, що складається із сіл Бузаки, Краснилівка, Мельники-Мостище, Мостище.
- Великоглушанський старостинський округ: З центром в селі Велика Глуша, що складається із сіл Велика Глуша, Невір, Погулянка.
- Видертський старостинський округ: З центром в селі Видерта.
- Видричівський старостинський округ: З центром в селі Видричі, що складається із сіл Видричі, Дубровиця, Теклине.
- Воєгощанський старостинський округ: З центром в селі Воєгоща.
- Ворокомлівський старостинський округ: З центром в селі Ворокомле.
- Грудківський старостинський округ: З центром в селі Грудки, що складається із сіл Грудки, Осівці, Залазько, Ольшани.
- Гуто-Боровенський старостинський округ: З центром в селі Гута-Боровенська, що складається із сіл Гута-Боровенська, Малі Голоби, Полиці, Іваномисль.
- Малоглушанський старостинський округ: З центром в селі Мала Глуша, що складається із сіл Мала Глуша, Каливиця.
- Піщанський старостинський округ: З центром в селі Піщане, що складається із сіл Піщане, Верхи, Великий Обзир, Малий Обзир, Стобихва.
- Пнівненський старостинський округ: З центром в селі Пнівне, що складається із сіл Пнівне, Винімок, Волиця, Городок, Соснівка, Фаринки.
- Раково-Ліський старостинський округ: З центром в селі Раків Ліс, що складається із сіл Раків Ліс, Підріччя.
- Хотешівський старостинський округ: З центром в селі Хотешів, що складається із сіл Хотешів, Котуш, Добре.
- Черченський старостинський округ: З центром в селі Черче, що складається із сіл Черче, Острівок, Підбороччя, села Щитинь.
- Села Клітицьк, Яловацьк, Гута-Камінська, Олексіївка, Підцир'я віднесли до центральної садиби Камінь-Каширської об'єднаної територіальної громади